# Nikola Jakšić
Nikola Jacksić (in serbo Никола Јакшић?; 17 gennaio 1997) è un pallanuotista serbo, giocatore del Radnički.
In origine difensore, è un universale moderno capace di giocare sia al centro che sul perimetro dei 5 metri.

## Palmarès

### Club

#### Trofei nazionali
- Campionato serbo: 7

Partizan: 2015, 2016, 2017
Novi Beograd: 2022, 2023, 2024
Radnički: 2025
- Coppa di Serbia: 3

Partizan: 2016-17, 2017-18
Novi Beograd: 2023-24
- Campionato ungherese: 2

Ferencváros: 2018, 2019
- Coppa d'Ungheria: 4

Ferencváros: 2018, 2019, 2020, 2021

#### Trofei internazionali
- Coppe LEN: 1

Ferencváros: 2017-18
- Supercoppa LEN: 2

Ferencváros: 2018, 2019
- LEN Champions League: 1

Ferencváros: 2018-19
- Lega Adriatica: 3

Novi Beograd: 2021-22, 2023-24
Radnički: 2024-25

### Nazionale
- Giochi olimpici

Rio de Janeiro 2016: 
Tokyo 2020: 
Parigi 2024: 
- Mondiali

Kazan' 2015: 
Budapest 2017: 
- Europei

Belgrado 2016: 
Barcellona 2018: 
- World League

Bergamo 2015: 
Belgrado 2019: